# Papinsko vijeće Pravda i mir
Papinsko vijeće Pravda i mir (Justitia et Pax) bilo je papinsko vijeće Rimske kurije posvećeno međunarodnom promicanju pravde, mira i ljudskih prava iz perspektive Katoličke Crkve. U tu svrhu surađivala je s raznim vjerskim institutima te znanstvenim, ekumenskim i međunarodnim organizacijama.
Od 1. siječnja 2017. rad Vijeća preuzeo je Dikasterij za promicanje cjelovitog ljudskog razvoja, a kardinal Peter Turkson postao je prefekt Dikasterija.
Drugi vatikanski koncil predložio je stvaranje tijela univerzalne Crkve čija bi uloga bila "poticati Katoličku zajednicu na promicanje napretka u siromašnim regijama i socijalne pravde na međunarodnoj sceni". Kao odgovor na taj zahtjev, papa Pavao VI. je motuproprijem od 6. siječnja 1967. (Catholicam Christi Ecclesiam) osnovao Papinsko povjerenstvo "Justitia et Pax".